# Peter Herbolzheimer

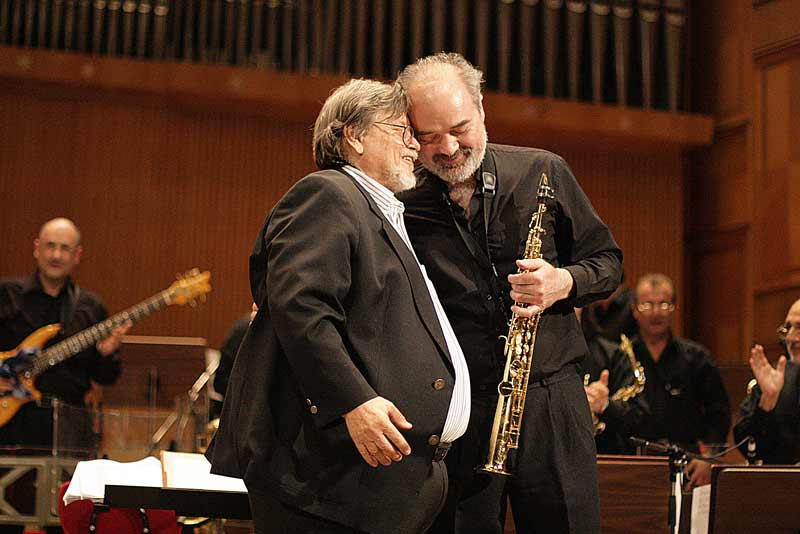
Peter Herbolzheimer & Nicolas Simion

Peter Herbolzheimer (Boekarest (Roemenië), 31 december 1935 - Keulen, 27 maart 2010) was een Duits bandleider.
Peter Herbolzheimer emigreerde in 1951 vanuit het communistische Roemenië naar Duitsland. Hij leerde gitaar spelen en verbleef vervolgens vier jaar in de Verenigde Staten. Na een muziekstudie aan het conservatorium van Neurenberg te hebben gevolgd, werd hij trombonespeler in verschillende jazzformaties. Hij speelde enkele jaren als trombonist in de band van Bert Kaempfert, samen met jazzgrootheden als Jiggs Whigham en Herb Geller, die hem naar zijn bigband, de in 1969 opgerichte Rhythm Combination & Brass, haalde. 
In deze band stond de ritmesectie (met twee keyboards, gitaren, bas, slagwerk en percussie) gelijkwaardig tegenover de acht blazers (Allan Botschinsky, Dusko Goykovich, Palle Mikkelborg, Art Farmer, Herbolzheimer, Whigham, Rudi Fuesers, Joe Gallardo etc.), terwijl het saxofoondeel meestal beperkt bleef tot één blazer (Herb Geller of Heinz von Hermann, later Ferdinand Povel). Met deze band trad hij ook regelmatig op voor de radio en op televisie. Aanvankelijk stond zijn muziek dicht bij de jazzrock, later meer bij het klassieke bigband-repertoire.
In opdracht van orkestleider Kurt Edelhagen arrangeerde Herbolzheimer samen met Dieter Reith en Jerry van Rooyen de openingsmuziek van de Olympiade 1972 in München. Van 1972 tot 1988 was Herbolzheimer betrokken bij het Udo Lindenbergs Panikorchester en speelde er trombone.
Van de oprichting in 1987 tot het einde van de formatie in 2006 leidde Peter Herbolzheimer het BuJazzO ("Bundesjazzorchester"). Naast zijn bezigheden als bigbandleider was hij ook een van de beste Duitse jazzarrangeurs. In 1998 kreeg Herbolzheimer de "Frankfurter Musikpreis".

## Discografie (selectie)
- Soul Condor, 1970 (Polydor)[1]
- My Kind Of Sunshine, 1970/1971 (MPS)
- Wide Open, 1973 (MPS)[1]
- Waitaminute, 1973 (MPS)[1]
- Scenes, 1974 (MPS)
- Time Travellers Galaxis, 1974 (Polydor)[1]
- Live im Onkel Pö, 1975 (Polydor)
- The Catfish, 1975
- Jazz Gala, 1976
- Hip Walk, 1976 (Polydor)[1]
- Touch Down, 1977 (Polydor)[1]
- Quality in Sound, 1978 (Acanto/Bellaphon)[2]
- I hear Voices, 1978 (Polydor)[1]
- Toots Suite - Alanna
- Dreißig Jahre - Live in Concert – Mons (SunnyMoon)
- Colours of a Band - Mons (SunnyMoon)
- Masterpieces - MPS-Record (Universal)
- Music for Swinging Dancers 1-4,1984 - Koala Reco (Bellaphon)
- Latin Groove, 1987 - Koala Reco (Bellaphon)
- Fat Man Boogie, 1981 - Koala Reco (Bellaphon)
- Fatman 2, 1983 - Koala Reco (Bellaphon)
- Bandfire, 1981 - Koala Reco (Bellaphon)
- Jazz Gala Concert 1976 - Koala Reco (Bellaphon)
- Jazz Gala 77 - Telefunken/Decca
- Jazz Gala Concert 79 - Rare Bid/Bellaphon
- Smile - Koala Reco (Bellaphon)
- Friends and Silhouettes - Koala Reco (Bellaphon)
- Big Band Bebop, 1984 - Koala/Bellaphon
- More Bebop, 1984 - Koala
- Colors of a Band, opgenomen in 1995 met Dianne Reeves